# Steven Hallard
Steven Leslie Hallard est un archer britannique né le 22 février 1965 à Rugby (Angleterre).

## Carrière
Steven Hallard a participé à quatre éditions des Jeux olympiques, de 1984 à 1996. Il est médaillé de bronze par équipe aux Jeux olympiques d'été de 1988 à Séoul ainsi qu'aux Jeux olympiques d'été de 1992 à Barcelone